# Bouchea pseudochascanum
Bouchea pseudochascanum là một loài thực vật có hoa trong họ Cỏ roi ngựa. Loài này được (Walp.) Grenzeb. mô tả khoa học đầu tiên năm 1926.